# Schloss Drottningholm
Schloss Drottningholm ist die Residenz der Könige von Schweden in Drottningholm bei Stockholm. Die barocke Einflügelanlage wurde ab 1662 im Auftrag von Hedwig Eleonora nach Entwurf von Nicodemus Tessin d. Ä. erbaut. Hervorzuheben sind das Treppenhaus, der Ehrenstrahl-Salon und das Prunkschlafzimmer. Das „schwedische Versailles“ wurde 1991 in die UNESCO-Welterbeliste eingeschrieben.

## Schloss

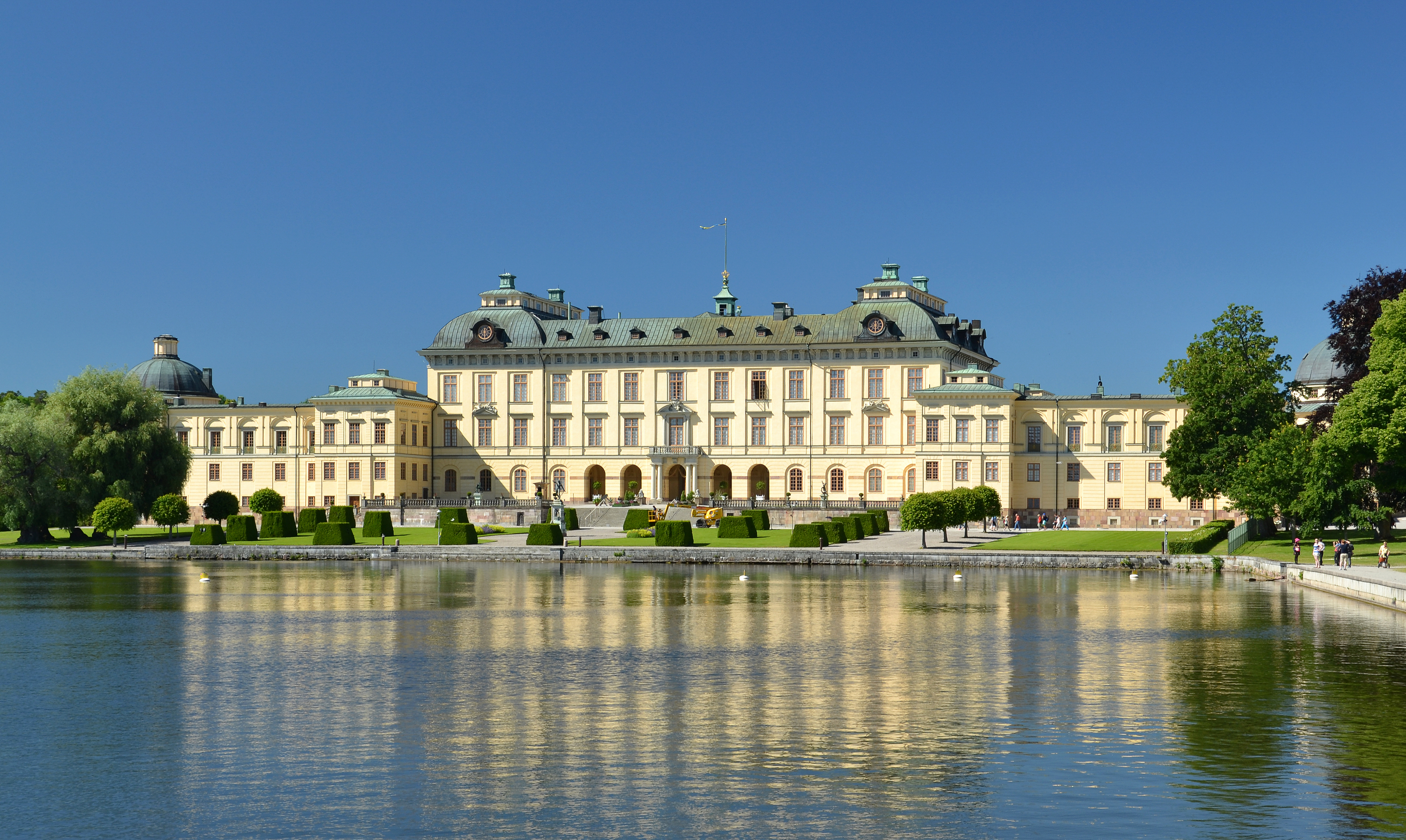
Ansicht der Seeseite

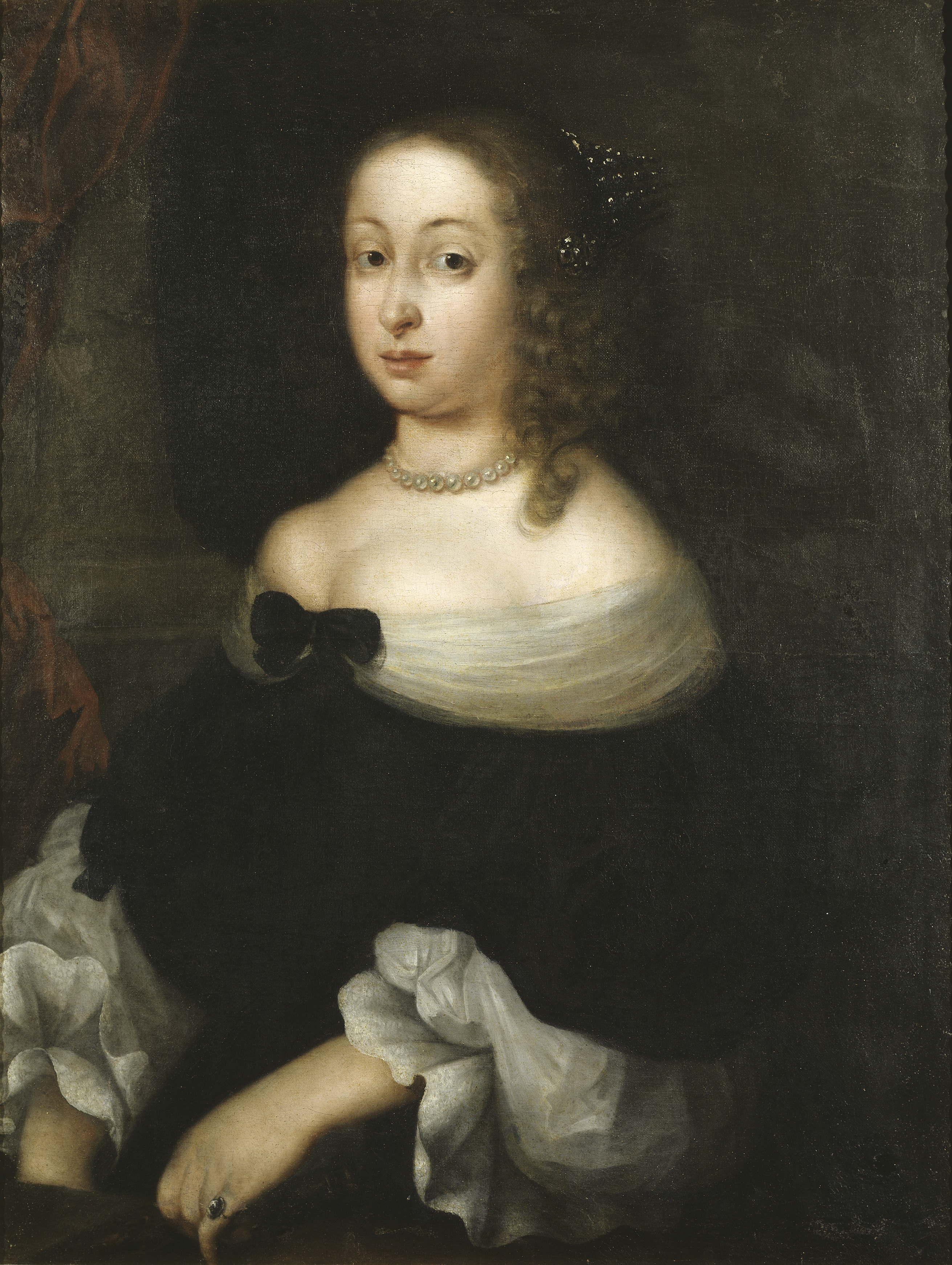
Königin Hedwig Eleonora von Schweden (1636–1715)

Schloss Drottningholm liegt in der Gemeinde Drottningholm auf der Insel Lovön im See Mälaren westlich von Stockholm. Johann III. von Schweden ließ 1580 ein Schloss für seine Gemahlin Katharina Jagiellonica (Katharina von Polen), die damalige schwedische Königin, errichten. Er nannte es „Drottningholm“ (deutsch: „Königininsel“). Es ersetzte eine ältere königliche Domäne namens Torvesund.
1661 erwarb die Witwe des schwedischen Königs Karl X. Gustav und damalige Regentin, Hedwig Eleonora von Schleswig-Holstein-Gottorf, das Schloss, das bereits am 30. Dezember 1661 bis auf die Grundmauern niederbrannte. Sie ließ schon im folgenden Jahr einen neuen Schlossbau als königliche Sommerresidenz nach Plänen des Architekten Nicodemus Tessin d. Ä. im Barockstil beginnen. Sein Sohn Nicodemus Tessin d. J. übernahm die Bauleitung nach dem Tod seines Vaters kurz vor Fertigstellung des Baus im Jahr 1681 und vollendete das Innere des Schlosses nebst Schlosskirche (die eine Cahman-Orgel von 1730 besitzt). Der flämische Bildhauer Nicholas Millich (1629–1699) schuf für die Vorhallen und das Treppenhaus Marmorstatuen von neun Musen, Büsten Karls X., seiner Frau und Söhne, sowie eine Serie von Büsten gotischer Könige. Hedwig Eleonora nutzte das Schloss bis zu ihrem Tod 1715 als Residenz; ihr Sohn Karl XI. und ihr Enkel Karl XII. hielten sich in dieser Zeit vor allem zu den Hofjagden in Drottningholm auf.
Während des gesamten 18. Jahrhunderts diente das Schloss der königlichen Familie als Sommerresidenz. 1744 schenkte König Friedrich das Schloss der Prinzessin Luise Ulrike von Preußen zur Hochzeit mit seinem Thronfolger Adolf Friedrich. Die Schwester Friedrichs II. von Preußen ließ die Innenräume teils im Stil des Rokoko ausstatten. In den 1760er Jahren ließ „Königin Lovisa“, wie sie hier genannt wurde, eine Reihe von neuen Bauten nach Plänen des Architekten Carl Fredrik Adelcrantz errichten, darunter den Chinesischen Pavillon und das Schlosstheater (siehe unten). Der Chinesische Pavillon (Kina slott) ist im Stil des französischen Rokoko errichtet, hat aber aufgrund der zahlreichen fernöstlichen Elemente einen exotischen Anstrich; er erinnert an das Chinesische Haus im Park von Sanssouci, das ihr Bruder ab 1755 errichten ließ. Als Witwe verkaufte Lovisa 1777 die gesamte Domäne an den schwedischen Staat; da sie mit ihrem Sohn Gustav III. im Streit lag, zog sie sich auf Schloss Svartsjö zurück. Gustav III. feierte im Park Theaterfeste, Maskeraden und „Carousels“, eine Art galanter Reitertourniere. Große Festlichkeiten begleiteten 1797 die Ankunft seiner Schwiegertochter Friederike von Baden. Ihr Gemahl Gustav IV. Adolf wurde nach seiner Absetzung 1809 elf Tage lang im Chinesischen Salon gefangen gehalten.
Nach der Wahl des französischen Marschalls Jean Baptiste Bernadotte zum König Karl XIV. Johann im Jahr 1818 blieb das Barockschloss, ein Symbol der Vorgängerdynastie und ihres Absolutismus, fast gänzlich ungenutzt bis zu seinem Tod 1844. Der Park und die Gebäude wurden für die Öffentlichkeit zugänglich gemacht, jedoch kaum instand gehalten; die Möbel verschwanden zum Teil. 1823 wurde hier eine von vielen Festlichkeiten zur Begrüßung seiner Schwiegertochter Josephine von Leuchtenberg abgehalten, auch Zar Nikolaus I. wurde hier mit großer Entourage empfangen. Für private Zwecke ließ sich Karl XIV. Johann stattdessen das viel intimere Schloss Rosendal erbauen und im zeitgenössischen Empirestil einrichten; seine Gemahlin Désirée erhielt das Schloss Rosersberg.
Oskar I. ließ den heruntergekommenen Palast 1846 restaurieren, obwohl er Schloss Tullgarn als Sommerresidenz bevorzugte und Drottningholm nur für Feierlichkeiten nutzte. Sein Sohn Karl XV. nutzte es hingegen kaum, er bevorzugte Schloss Ulriksdal. Dessen Bruder und Nachfolger Oskar II. hingegen ließ Schloss Drottningholm restaurieren, freilich im historistischen Geschmack seiner Zeit, und bewohnte es als erster Bernadotte regelmäßig; sein Sohn Gustav V. wurde hier 1858 geboren. Dieser ließ das Schloss 1907 wieder im Stil des 18. Jahrhunderts restaurieren und einrichten. Im 20. Jahrhundert diente es wieder als königliche Sommerresidenz. Heute ist es neben seiner musealen Nutzung zugleich privater Wohnsitz des schwedischen Königspaars Carl XVI. Gustaf und Silvia, die 1982 den Südflügel von Drottningholm bezogen und seither das Stockholmer Schloss zu Arbeits- und Repräsentationszwecken benutzen.

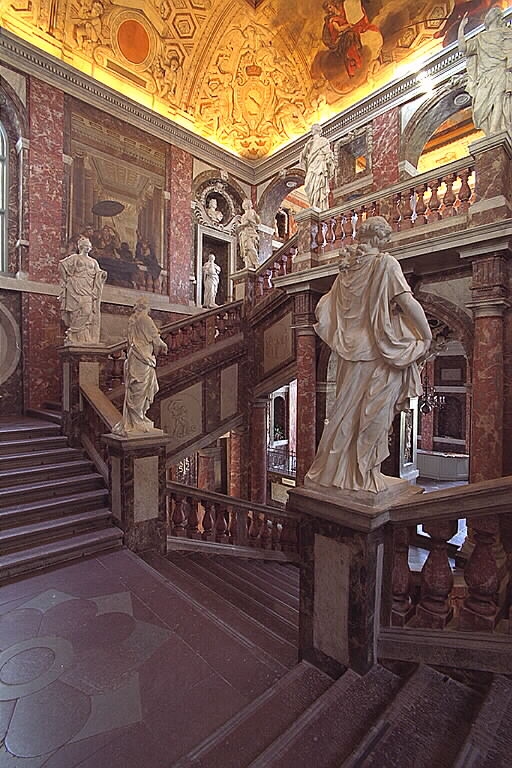
Treppenhaus
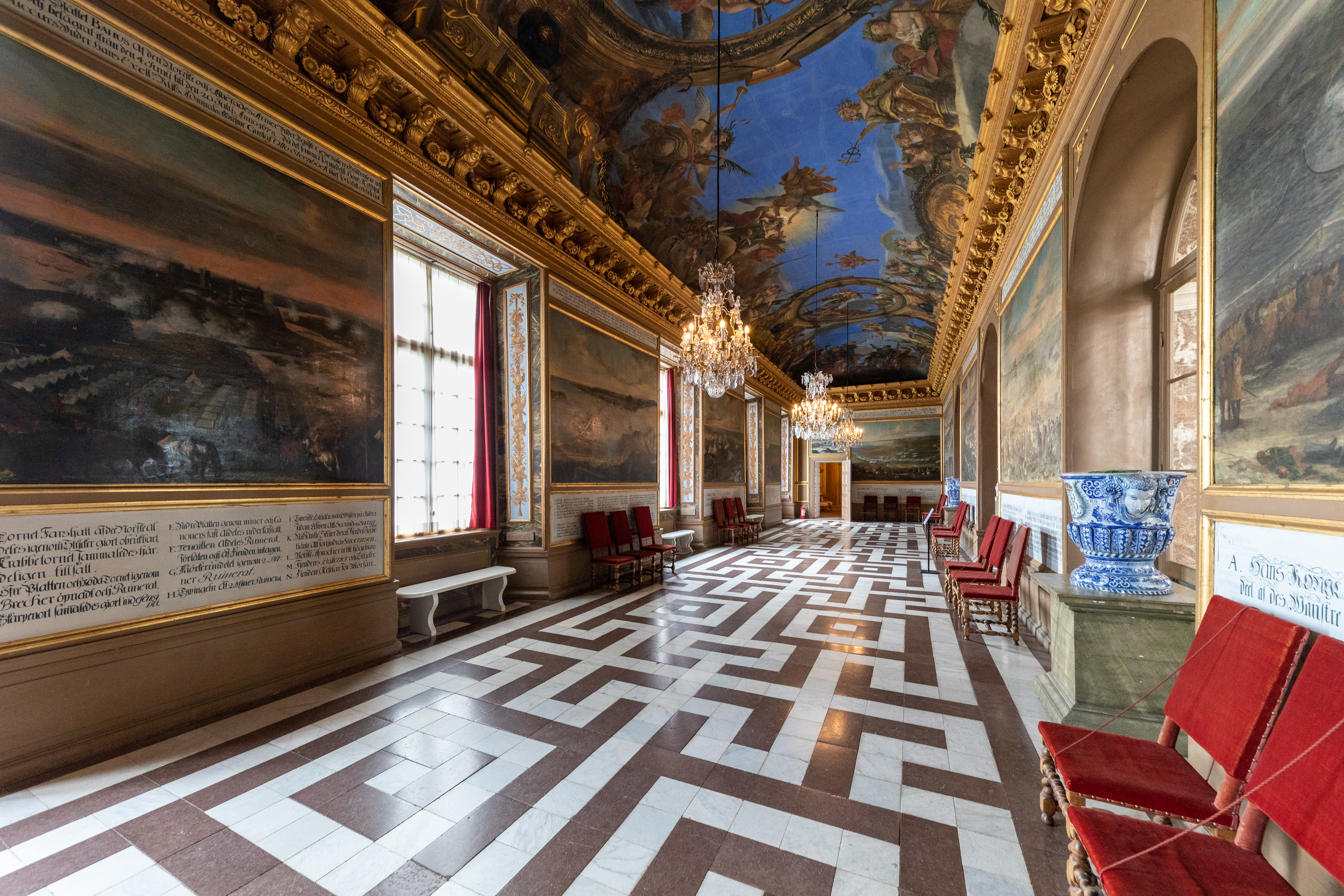
Galerie Karls XI.
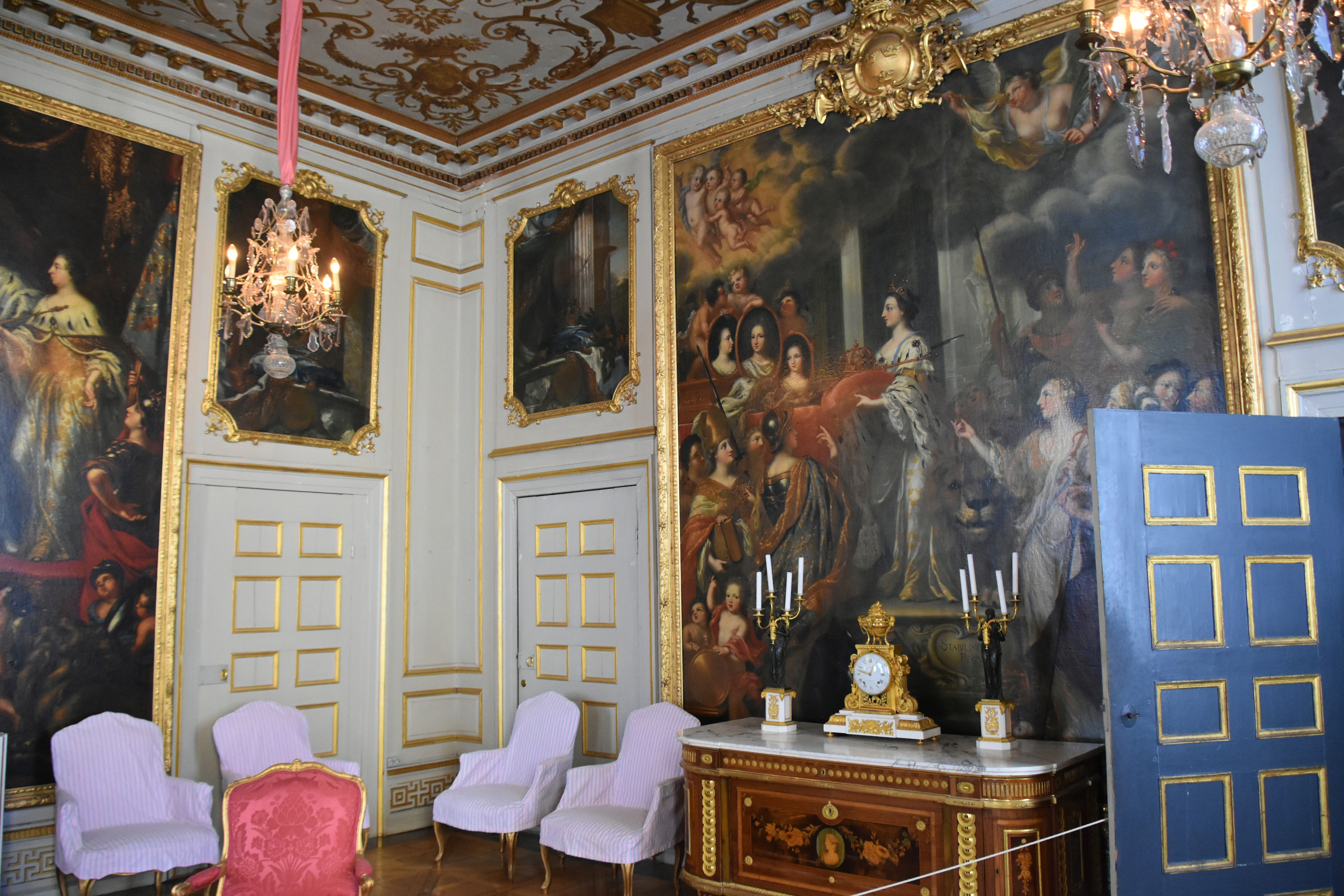
Ehrenstrahl-Salon
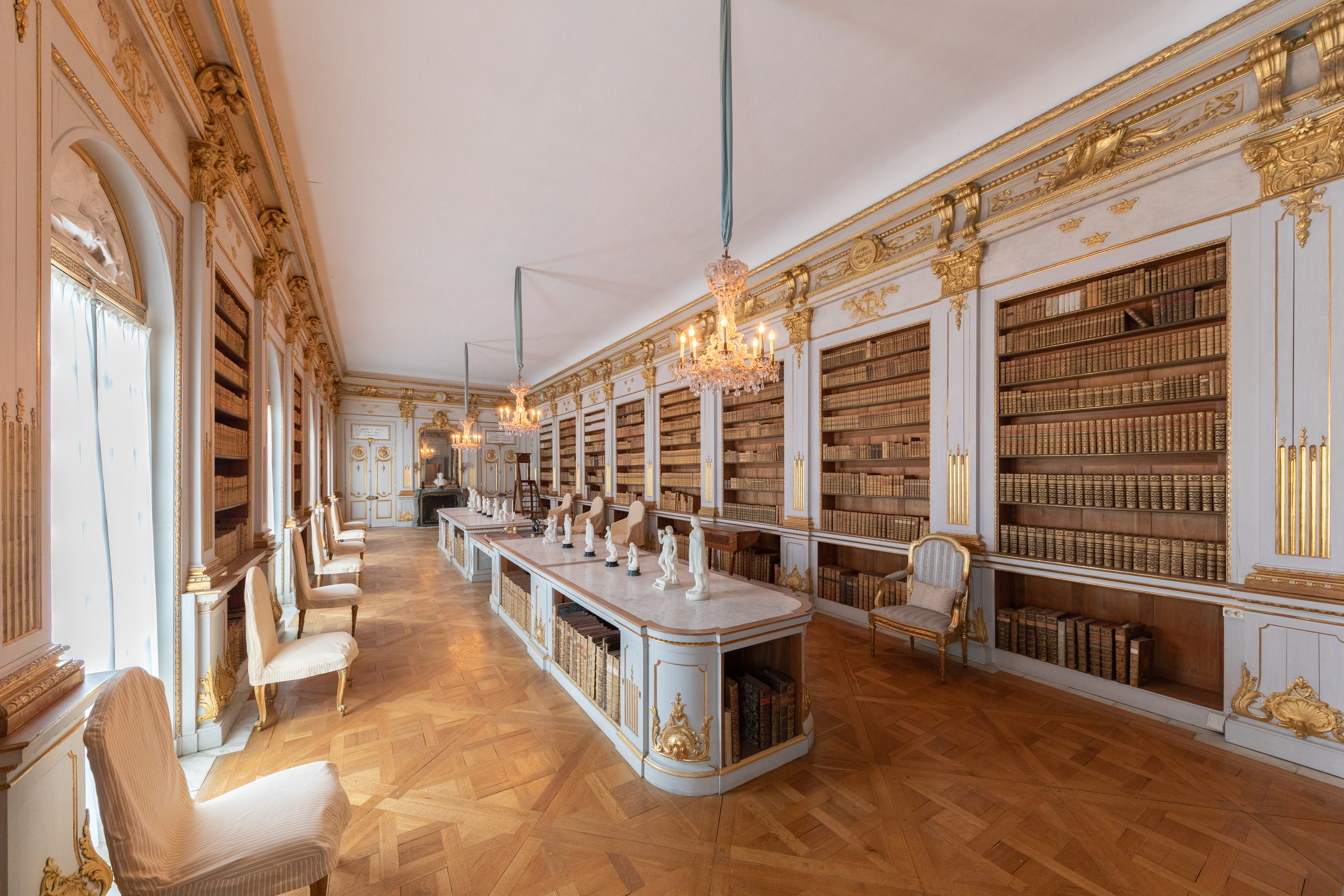
Schlossbibliothek
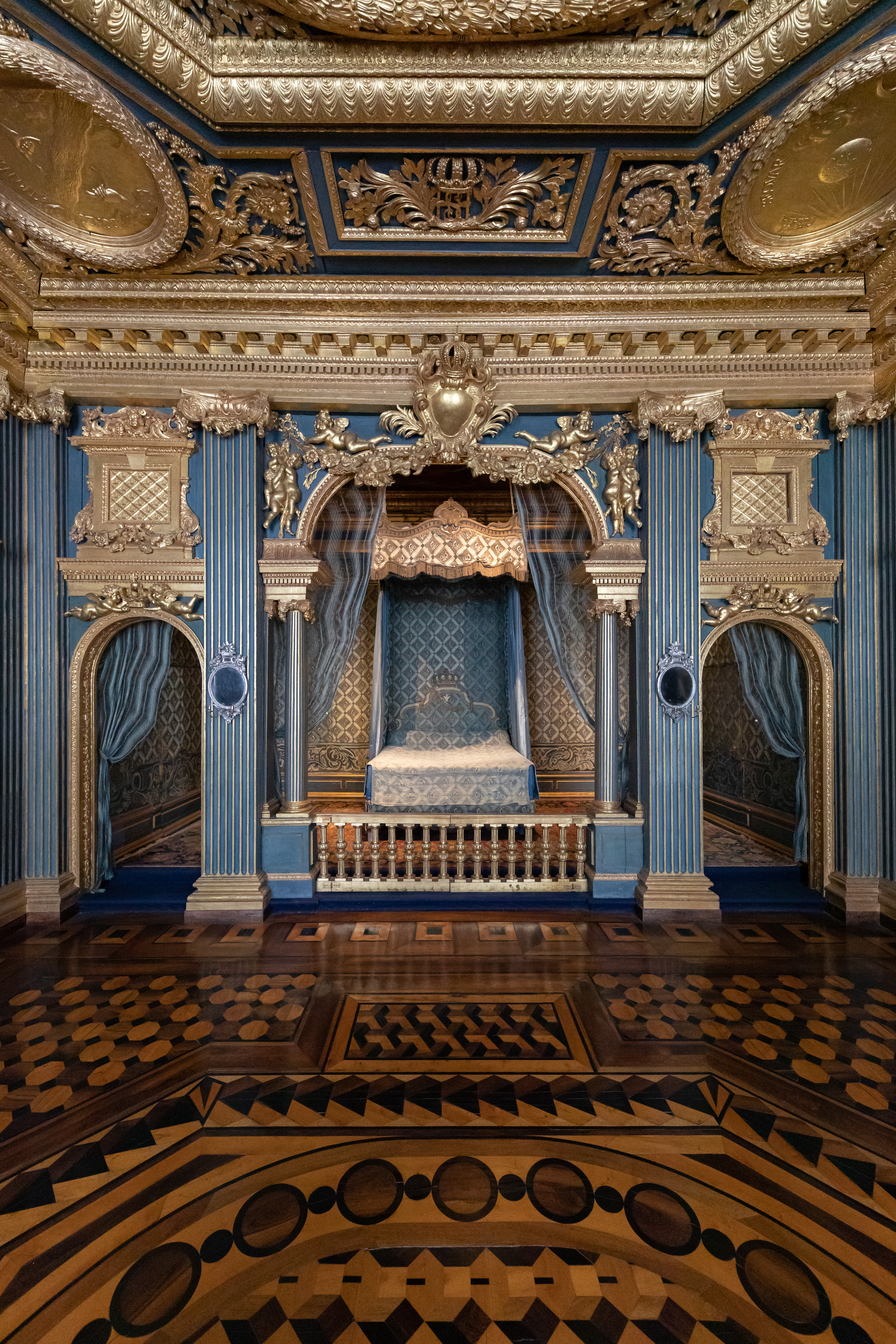
Prunkschlafzimmer

## Park

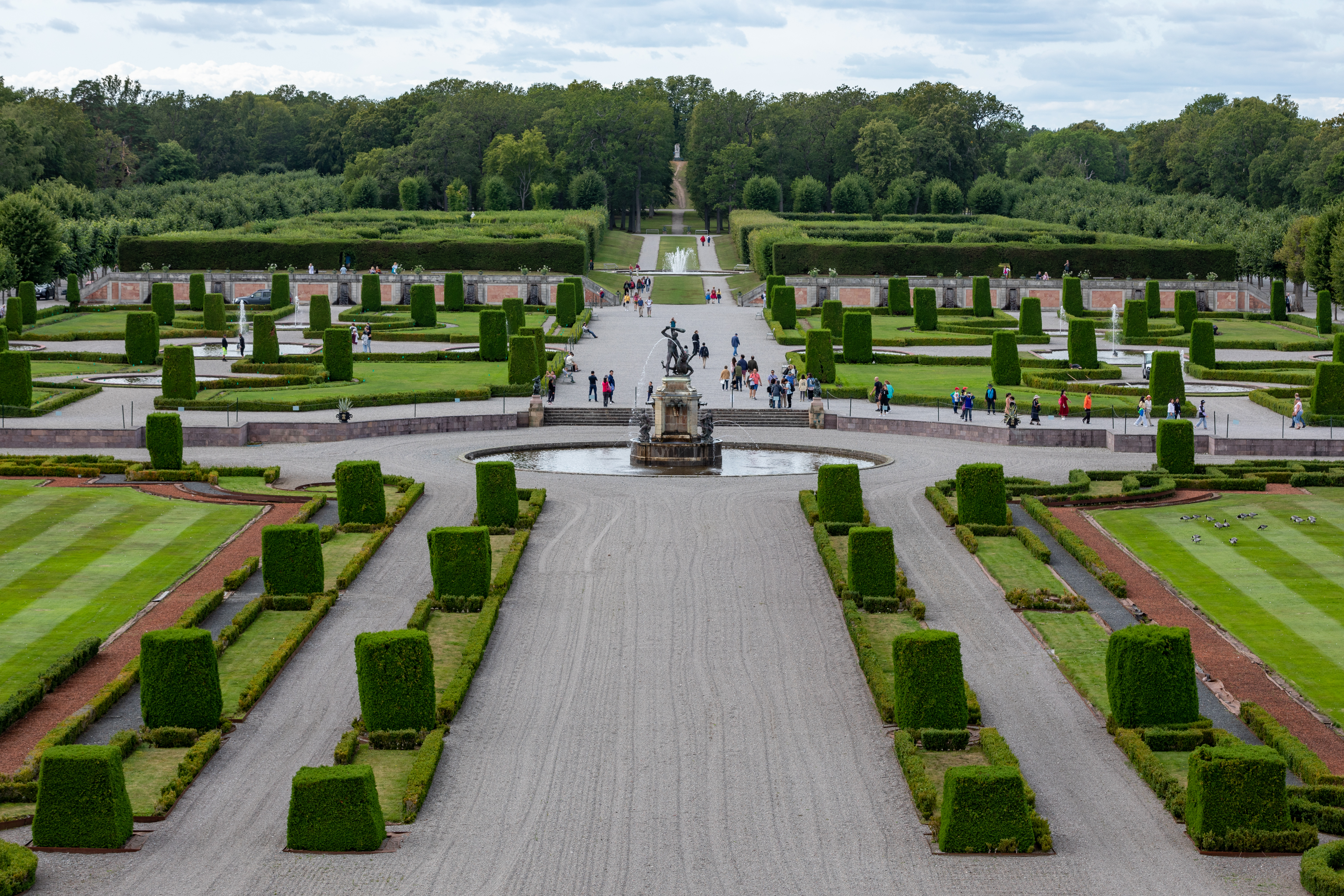
Schlossgarten mit Herkulesbrunnen

Tessin d. J. hatte auch einen Barockgarten nach französischem Vorbild angelegt, mit einer weiten Sichtachse. Der Park wurde später nach Westen hin erweitert. Ab 1777 ließ Gustav III. einen englischen Landschaftsgarten nach Norden hin anlegen, dessen Gartenarchitekt Fredrik Magnus Piper war. Im Barockgarten waren einst die Bronzeplastiken aus dem Garten des Prager Waldsteinpalais aufgestellt, die der Feldherr Wallenstein von Adriaen de Vries hatte anfertigen lassen; am Ende des Dreißigjährigen Krieges, während der schwedischen Belagerung von Prag, ließ Königin Christina die Statuen, die zu den berühmtesten Kunstwerken des Manierismus gehören, nebst vielen Gemälden und anderen Kunstwerken als Kriegsbeute nach Schweden abtransportieren (sogenannter Prager Kunstraub). Heute sind sie im De-Vries-Museum im Schloss Drottningholm zu sehen. Ein großer Teil der aus der Prager Burg geraubten Gemälde befindet sich im Schloss Gripsholm.
Das Schlosstheater Drottningholm mit original erhaltener Bühnenmaschinerie ist eines der am besten bewahrten Barocktheater Europas. Es wurde als Nachfolgebau für ein im Jahre 1762 abgebranntes Theater durch den Architekten Carl Fredrik Adelcrantz für die schwedische Königin Luise Ulrike von Preußen errichtet und 1766 eingeweiht. Seinen Höhepunkt erlebte es unter Gustav III., der selbst Theaterstücke schrieb und gerne als Schauspieler auftrat. Unter seiner Zeit wurde das Theater mit dem so genannten Déjeunersalongen (Frühstückssalon) nach Westen hin erweitert. Nach einem Attentat auf Gustav III. während eines Maskenballs in der Stockholmer Oper, an dessen Folgen er kurz darauf starb, verfiel das Theater und wurde erst zu Beginn des 20. Jahrhunderts wiederentdeckt und 1922 renoviert. Die Bühnentechnik ist noch original erhalten. Das Theater besitzt eine einzigartige Sammlung von 30 Bühnenbildern. Die Bühne wird heute wieder für Aufführungen benutzt, so zum Beispiel 2011 für eine originalgetreue Darstellung des Così fan tutte von Wolfgang Amadeus Mozart inszeniert von Sigrid T’Hooft. Das Theater ist Station der Nordischen Route der Europastraße Historische Theater. Im benachbarten Vries-Museum befindet sich die weltweit größte Sammlung von Werken des Bildhauers Adriaen de Vries.
Die Gesamtanlage des Kronguts Drottningholm steht seit 1935 als Byggnadsminne unter staatlichem Schutz und wurde als erstes schwedisches Kulturdenkmal in die Liste des Weltkulturerbes der UNESCO aufgenommen, und zwar aufgrund zweier besonderer Gebäude, des Chinesischen Pavillons (Kina slott) und des Schlosstheaters (Slottsteater). Schloss Drottningholm wird wegen seiner kunstgeschichtlichen Stellung auch als „schwedisches Versailles“ bezeichnet. Neben dem Schloss Drottningholm existieren eine größere Anzahl von weiteren königlichen Schlösser und Parks in Schweden, die meist zu besichtigen sind: Das Stockholmer Schloss (Amtssitz des Königs), Schloss Gripsholm, Schloss Rosendal, Schloss Rosersberg, Schloss Strömsholm, Schloss Tullgarn, Schloss Ulriksdal, der Hagapark (Schloss Haga ist Wohnsitz der Kronprinzessin) sowie der Park der königlichen Sommervilla Solliden, die in der Nähe des nur noch als Ruine erhaltenen Schlosses Borgholm errichtet wurde und sich im Privatbesitz des Königs befindet.

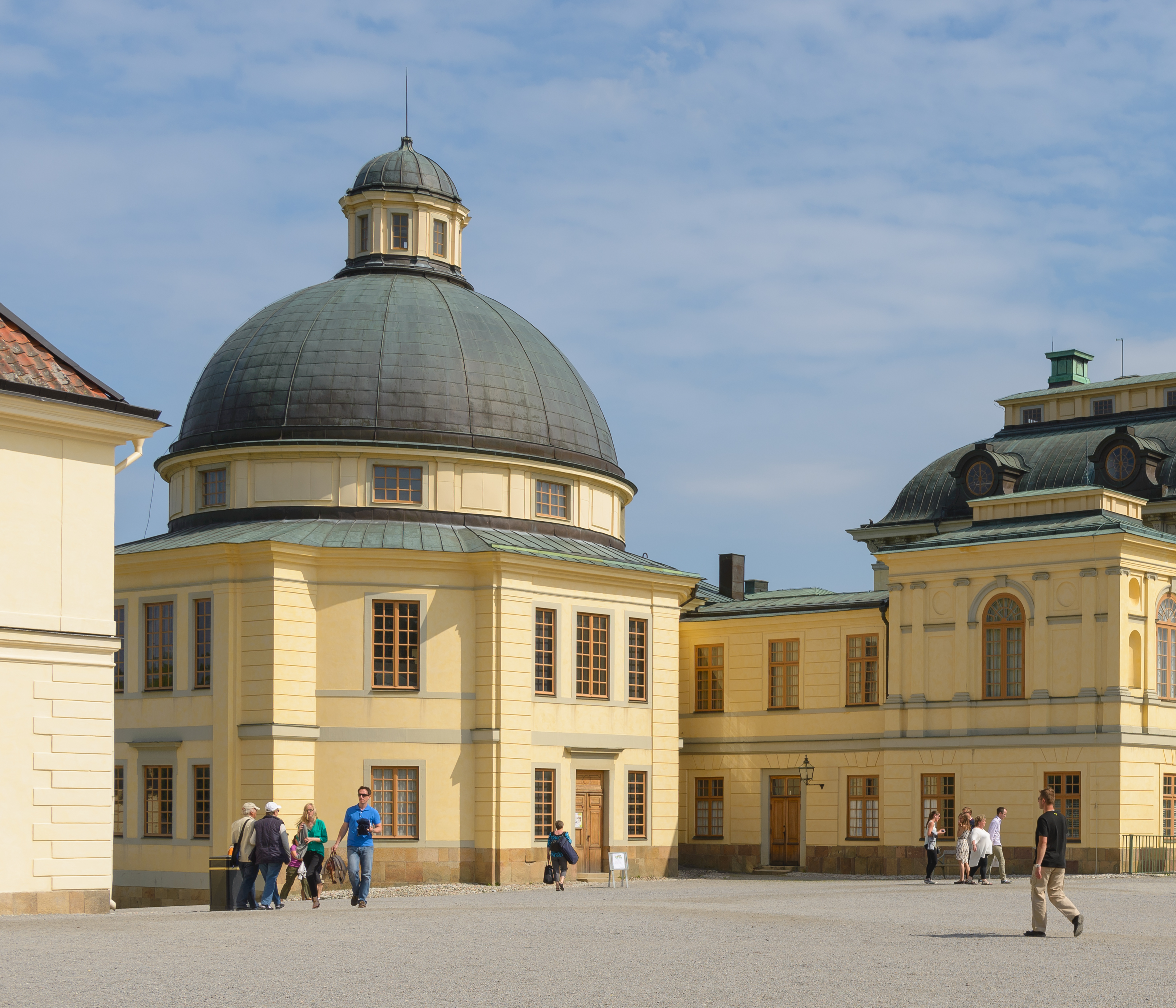
Schlosskapelle
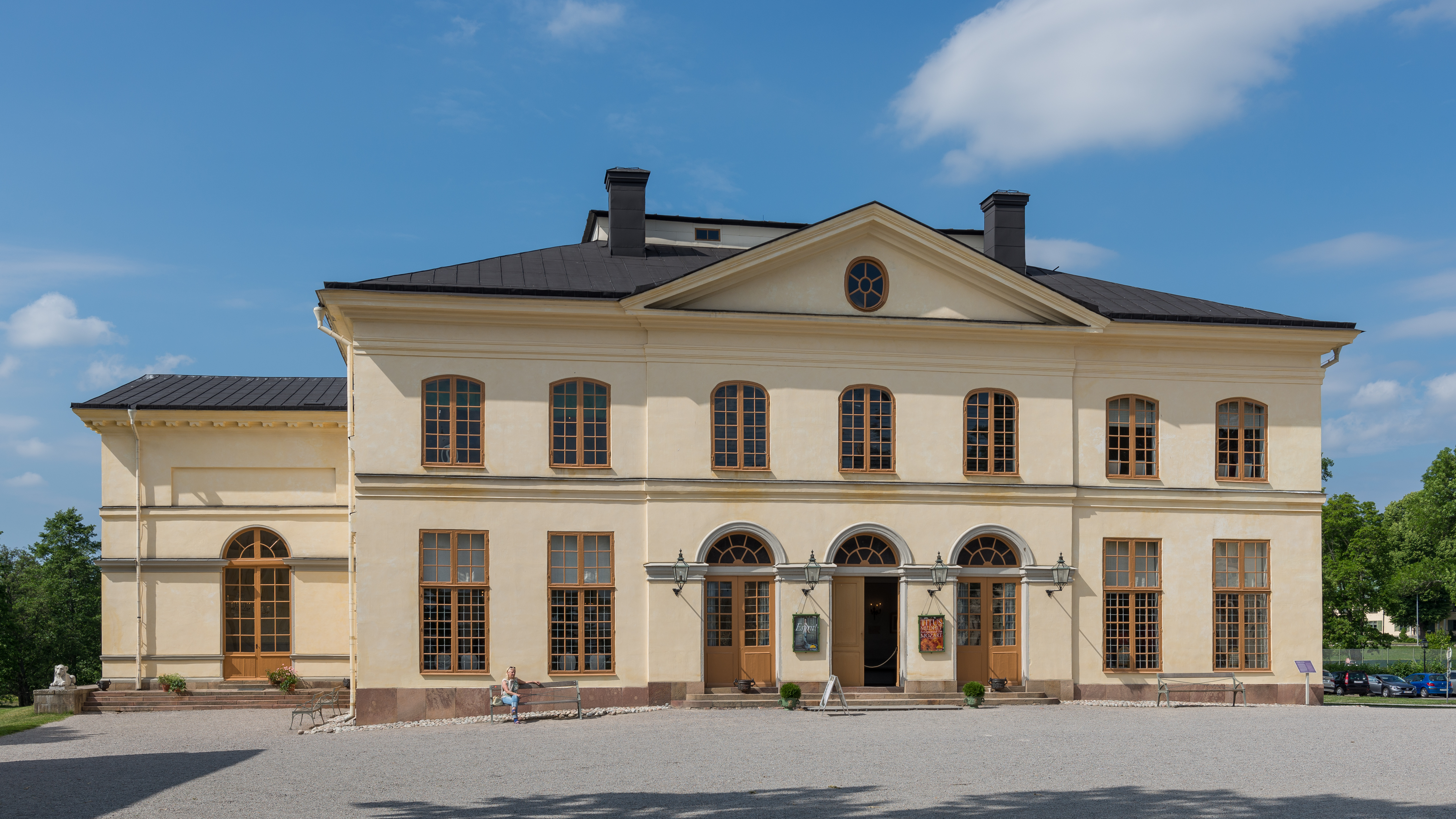
Schlosstheater, Außenansicht
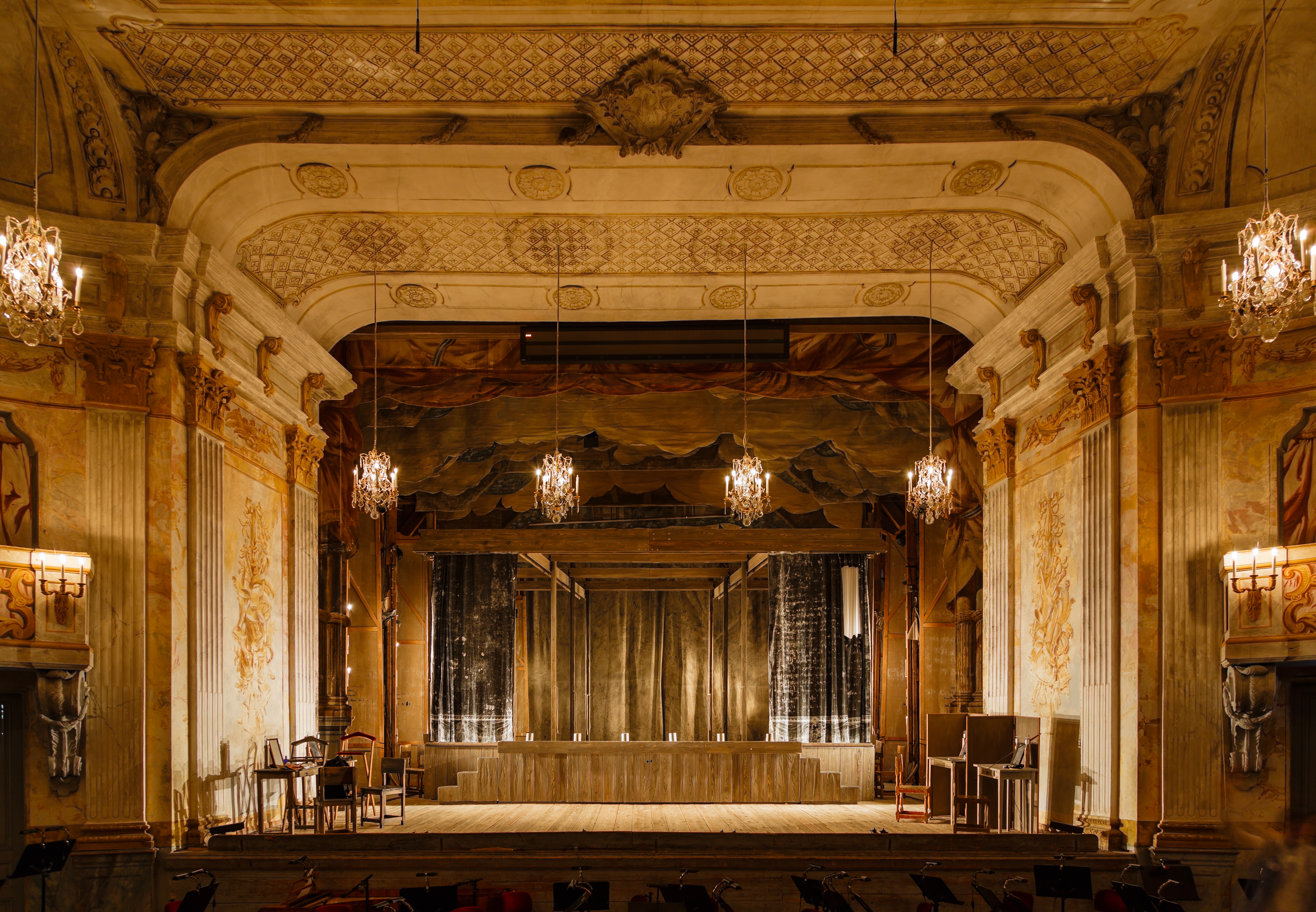
Schlosstheater, Innenansicht
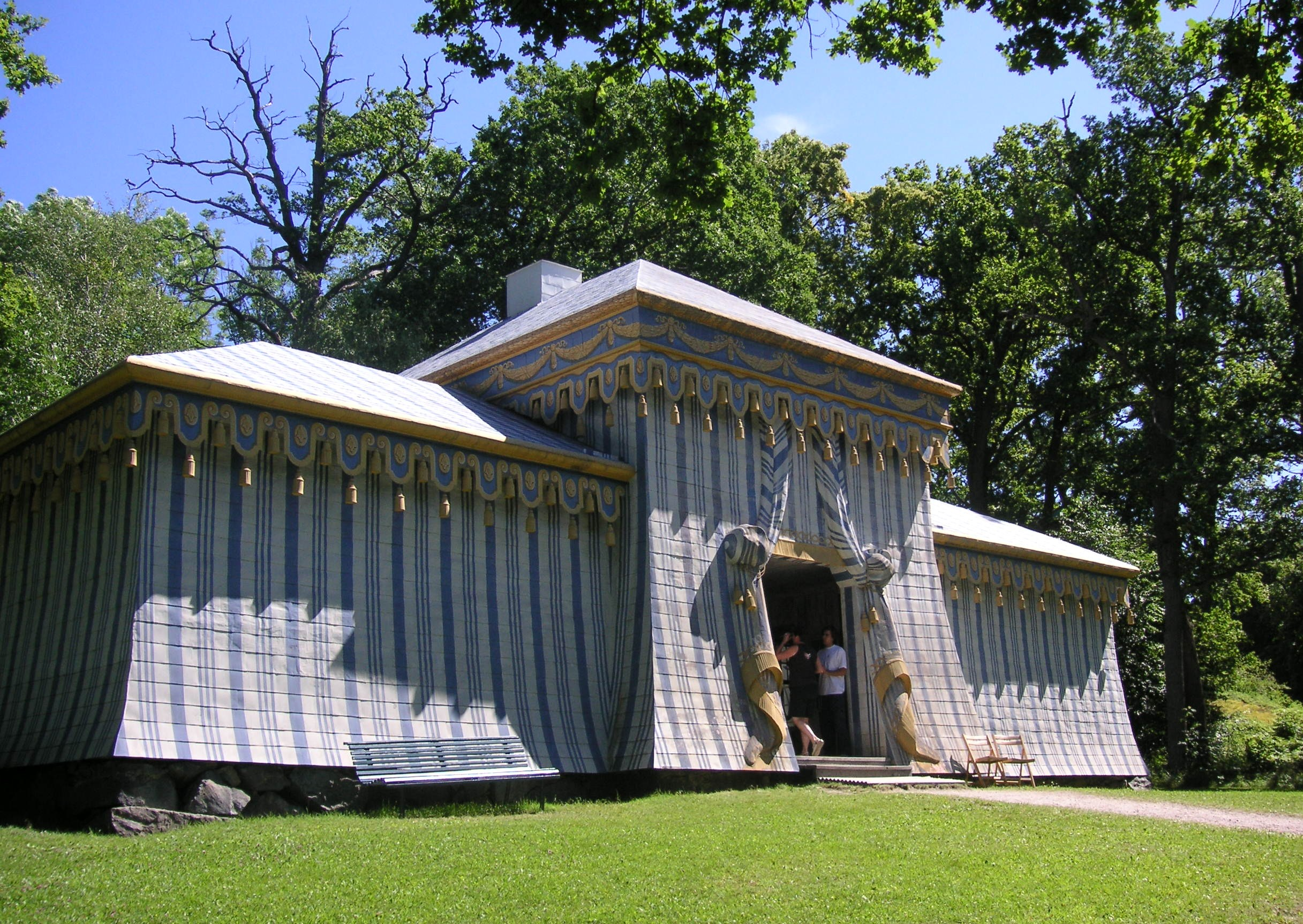
Wachzelt
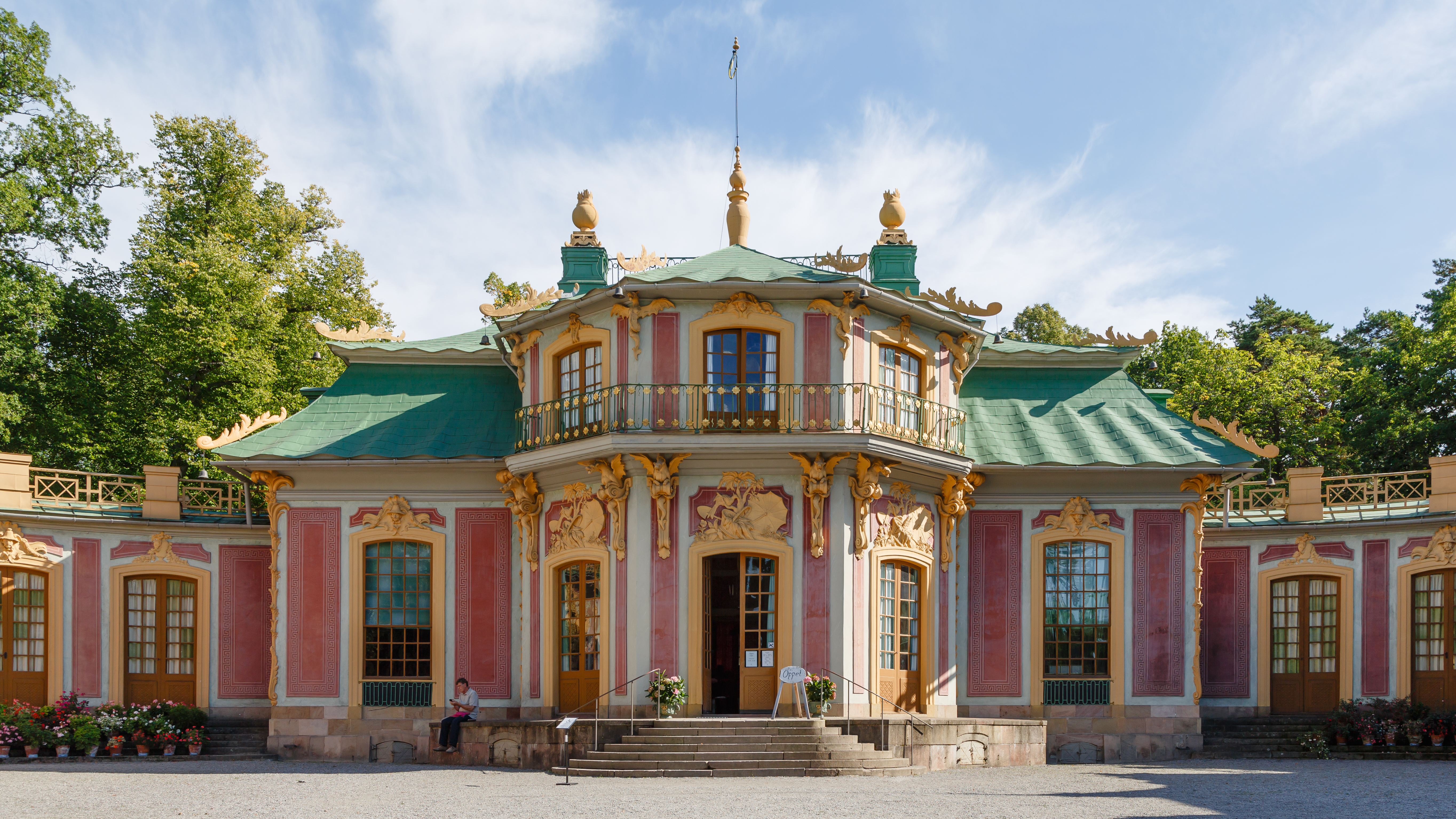
Chinesischer Pavillon